# Acantaris
Els acantaris (Acantharia o Acantharea) són una classe de protozous planctònics marins pertanyents fílum Radiolaria caracteritzats per la presència d'un esquelet compost de cristalls de celestina (sulfat d'estronci), que no fossilitza, éssent els únics organismes capaços d'incorporar els seus esquelets d'aquest mineral. es coneixen unes 150 espècies en 50 gèneres.

## Característiques
Els acantaris tenen un diàmetre 0,05 a 5 mm. L'esquelet generalment està compost per vint espines radials i deu diametrals, més o menys unides en el centre cel·lular; una escorça extracelular (calitja) i una bola interior (membrana) sovint recobreixen de forma íntima la massa cel·lular central.

## Història natural
A més de ser depredadors, capturant petits organismes amb l'ajuda de els axopodis, amb freqüència presenten desenes o centenars de microalgues simbiòtiques a l'ectoplasma.